# Megasema maerens
Megasema maerens là một loài bướm đêm trong họ Noctuidae.